# Илин
Илин (Илич) — река в России, протекает в Краснодарском крае. Устье реки находится в 26 км по правому берегу реки Супс. Длина реки составляет 12 км, площадь водосборного бассейна — 22,2 км².

## Данные водного реестра
По данным государственного водного реестра России относится к Кубанскому бассейновому округу, водохозяйственный участок реки — Кубань от Краснодарского гидроузла до впадения реки Афипс. Речной бассейн реки — Кубань.
Код объекта в государственном водном реестре — 06020001412108100005544.